# Federal Energy Regulatory Commission

Siegel der Federal Energy Regulatory Commission

Die Federal Energy Regulatory Commission (FERC) ist eine unabhängige Bundesbehörde in den Vereinigten Staaten, die für die Regulierung des Energiebereichs zuständig ist. Sie wurde 1977 durch den Federal Energy Regulatory Commission Act gegründet und hat ihren Hauptsitz in Washington, D.C.

## Aufgaben und Zuständigkeiten
Die FERC hat die Verantwortung, den Energiebereich in den Vereinigten Staaten zu regulieren und zu überwachen. Ihre Hauptaufgaben und Zuständigkeiten umfassen:
- Regulierung von Strom: Die FERC überwacht den Strommarkt, genehmigt den Bau und Betrieb von Stromübertragungsleitungen und reguliert den Verkauf und die Übertragung von Strom auf bundesstaatlicher Ebene. Sie fördert den Wettbewerb, um faire Preise und eine zuverlässige Stromversorgung sicherzustellen.
- Regulierung von Erdgas: Die FERC reguliert den Erdgasmarkt, einschließlich des Baus und Betriebs von Erdgas-Pipelines und LNG-Terminals. Sie überwacht die Tarife und den Zugang zu Erdgasinfrastruktur und fördert den fairen Wettbewerb.
- Regulierung von Ölpipelines: Die FERC hat auch die Zuständigkeit für die Regulierung von Ölpipelines, einschließlich der Tarife und des Zugangs zu Öltransportinfrastruktur.
- Umweltschutz: Die FERC berücksichtigt auch Umweltfragen im Rahmen ihrer Entscheidungen und Aktionen. Sie koordiniert sich mit anderen Bundesbehörden, um sicherzustellen, dass energierechtliche Entscheidungen den Umweltschutz und die öffentliche Sicherheit berücksichtigen.
- Genehmigungen und Lizenzen: Die FERC erteilt Genehmigungen und Lizenzen für den Bau und Betrieb von Energieinfrastrukturprojekten wie Wasserkraftwerken, Pipelines und LNG-Terminals. Sie führt umfassende Umweltprüfungen und Konsultationen mit den betroffenen Parteien durch.

## Struktur
Die FERC besteht aus fünf Kommissaren, die vom Präsidenten der Vereinigten Staaten ernannt und vom Senat bestätigt werden. Die Kommissare dienen jeweils fünf Jahre lang, wobei die Amtszeit eines Kommissars im jährlichen Wechsel endet. Einer der Kommissare wird vom Präsidenten zum Vorsitzenden ernannt.
Die FERC ist in mehrere Hauptabteilungen unterteilt, darunter das Office of Electric Reliability (OER), das Office of Energy Market Regulation (OEMR) und das Office of Enforcement (OE). Jede Abteilung ist für bestimmte Aspekte der Regulierung des Energiebereichs zuständig und arbeitet eng zusammen, um die Aufgaben der FERC zu erfüllen.

## Kritik
Die FERC hat im Laufe der Jahre Kritik von verschiedenen Interessengruppen erhalten. Einige Kritiker argumentieren, dass die FERC zu sehr auf die Interessen der Energieindustrie fokussiert sei und nicht ausreichend Umweltbelange und Verbraucherinteressen berücksichtige.